# Clase Knox
Las clase Knox fueron una serie de fragatas de la Armada de los Estados Unidos que fueron las más grandes, las últimas y las más numerosas de las escoltas de guerra antisubmarina (ASW) de segunda generación de la Marina de los EE. UU. Originalmente botados como escoltas oceánicas (anteriormente llamados destructores de escolta), fueron designados como fragatas el 30 de junio de 1975 en la reclasificación de buques de la Armada de los Estados Unidos de 1975 cambiando la designación de sus cascos de DE a FF. La clase Knox fue el último diseño de tipo destructor de la Marina estadounidense con un motor de turbina de vapor.
Debido a su comparación desigual con los destructores que entonces estaban en servicio (tamaño más grande con menor velocidad y solo un tornillo y un cañón de 5 pulgadas), una generación de destructores los conoció como "McNamara's Folly".
Estos barcos se retiraron de la Marina de los EE. UU. al final de la Guerra Fría debido a sus costos de funcionamiento relativamente altos, un presupuesto de defensa decreciente y la necesidad de barcos con una capacidad antisubmarina más avanzada. Ninguno de los barcos sirvió más de 23 años en la Marina de los EE. UU., y para 1994, todos los de esta clase se habían retirado, aunque algunos permanecen en servicio en otras naciones como Egipto, Taiwán, Tailandia y México.

## Construcción

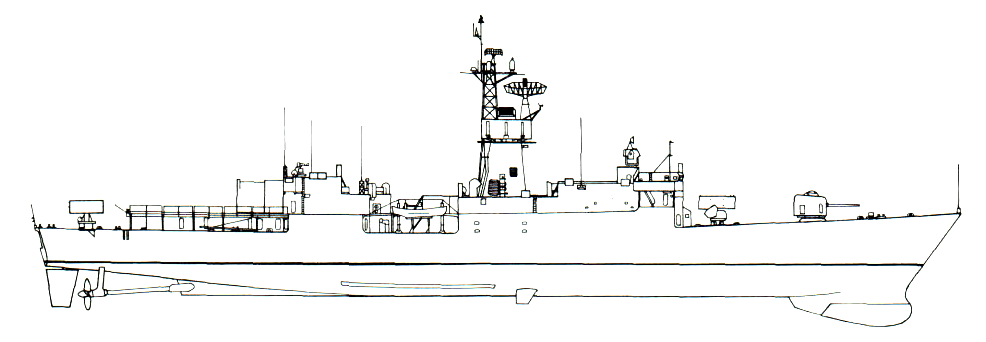
Dibujo de una fragata de la clase Knox.

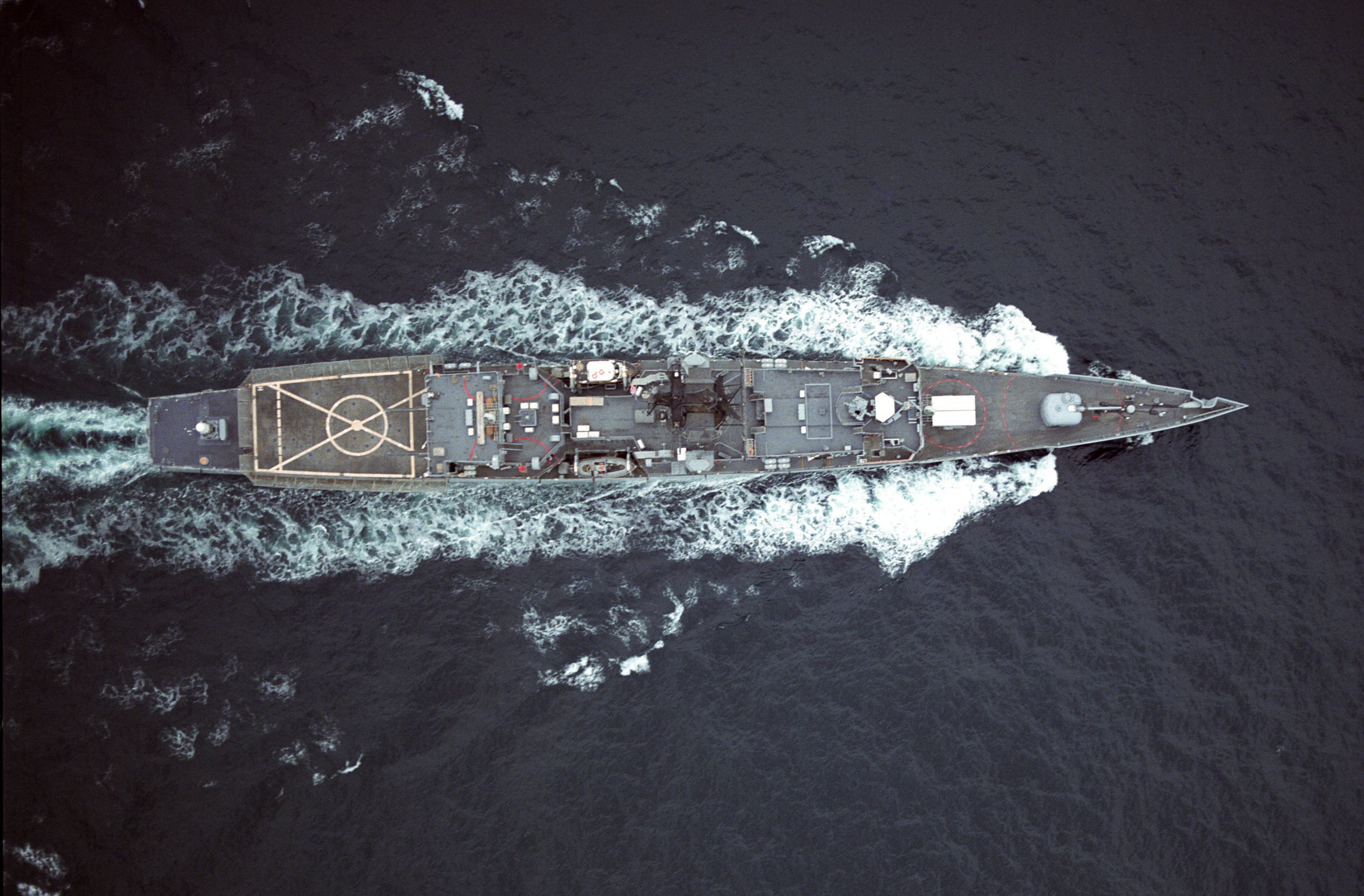
Vista aérea de la fragata USS Fanning (FF-1076) de la clase Knox navegando en 1991.

Los 46 buques de la clase Knox fueron los más grandes y numerosos de la segunda generación de escoltas antisubmarinas de la Armada de los Estados Unidos. El buque guía de esta clase fue el USS Knox (FF-1052), botado el 5 de octubre de 1965 y comisionado el 12 de abril de 1969, en el Astillero Todd en Seattle.
Planeados como los sucesores de las fragatas de doble torreta clase García y de las fragatas clase Brooke equipadas con misiles Tartar, su diseño inicial incorporó las calderas de presión por fuego de un tamaño similar a las diseñadas para montar un sonar pasivo de casco AN/SQS-26, con un incremento en su autonomía y una reducción del tamaño de la tripulación. 

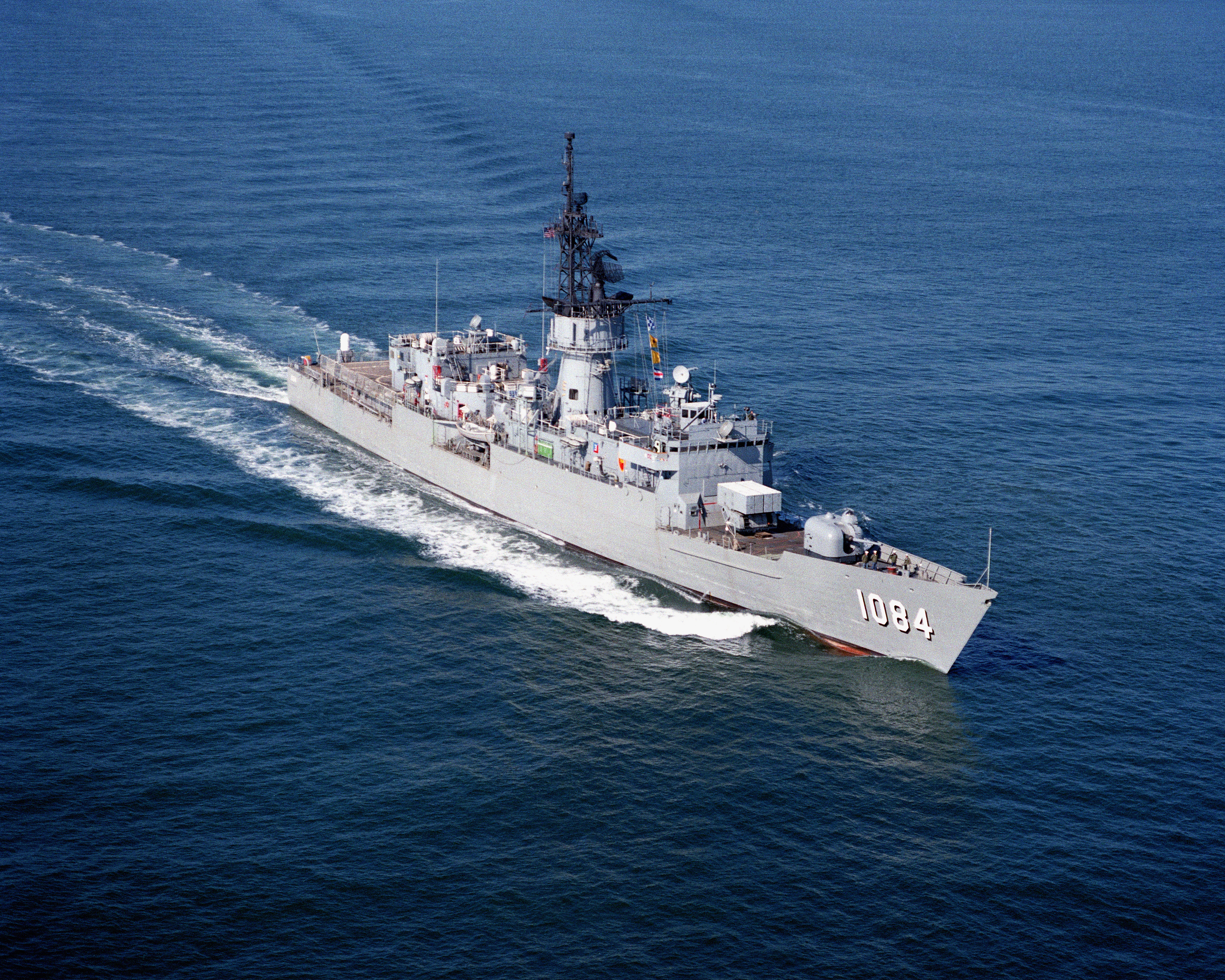
Vista aérea de la fragata USS McCandless (FF-1084) de la clase Knox navegando en 1987.

El armamento antisubmarino consistió en misiles antisubmarinos ASROC junto con un robot helicóptero teledirigido DASH, mientras que el armamento defensivo sería un Mauler marino RIM-46 de corto alcance con misiles antiaéreos respaldado por un cañón de 5 pulgadas.
El diseño inicial se topó rápidamente con problemas, llevando a la Armada de Estados Unidos a cambiar el sistema de propulsión por calderas convencionales de 1200 libras por pulgada cuadrada (8,300 kPa) siendo necesario un rediseño, lo cual volvió a estos buques más grandes y pesados para poder acomodar las plantas de vapor. En 1965, se canceló el Mauler Marino, dejando que los buques se terminaran sin sistemas de misiles superficie-aire.
En el año fiscal 1964 se autorizaron 10 buques, en el año fiscal 1965 se autorizaron 16 y en los años fiscales 1966, 1967 y 1968, se autorizaron 10 buques para cada año; en 1968 se cancelaron 6 buques y en 1969 se cancelaron 4 más. Mientras en los años fiscales 64 y 65 se ordenaron los buques a cuatro astilleros diferentes, las últimas naves (de la DE-1078 en adelante) fueron ordenadas exclusivamente al astillero Avondale para reducir costos. Estos buques fueron construidos en una línea de producción, con módulos prefabricados, ensamblándose al revés , soldandose juntas para posteriormente rotarse a la posición correcta. Originalmente fueron comisionados como destructores escolta (DE por sus siglas en inglés) 1052 - 1097 de 1969 a 1974, pero fueron redesignados como fragatas (FF) el 30 de junio de 1975.
Se construyó una subclase de la clase Knox, comúnmente referida como la clase Hewes, desde el USS Joseph Hewes (FF-1078). Las diferencias principales fueron una disposición de los camarotes de oficiales ligeramente diferente, con camarotes adicionales en la cubierta 01 que reemplazaron la cubierta abierta en la cubierta de botes. El camarote en la banda de babor bajo el puente fue designado como camarote insignia, con camarotes adicionales para el personal insignia cuando sirviera para citado propósito.

## Unidades
- La clase Knox comprendía 46 barcos, encargados entre 1969 y 1974. El último barco de esta clase en servicio activo en EE.UU., el USS Truett (FF-1095), fue dado de baja en julio de 1994.
  - USS Knox (FF-1052) (1969–1992)
  - USS Roark (FF-1053) (1969–1991)
  - USS Gray (FF-1054) (1970–1991)
  - USS Hepburn (FF-1055) (1969–1991)
  - USS Connole (FF-1056) (1969–1992)
  - USS Rathburne (FF-1057) (1970–1992)
  - USS Meyerkord (FF-1058) (1969–1991)
  - USS W. S. Sims (FF-1059) (1970–1991)
  - USS Lang (FF-1060) (1970–1991)
  - USS Patterson (FF-1061) (1970–1991)
  - USS Whipple (FF-1062) (1970–1992)
  - USS Reasoner (FF-1063) (1971–1993)
  - USS Lockwood (FF-1064) (1970–1993)
  - USS Stein (FF-1065) (1972–1992)
  - USS Marvin Shields (FF-1066) (1971–1992)
  - USS Francis Hammond (FF-1067) (1971–1992)
  - USS Vreeland (FF-1068) (1970–1992)
  - USS Bagley (FF-1069) (1972–1991)
  - USS Downes (FF-1070) (1971–1992)
  - USS Badger (FF-1071) (1970–1991)
  - USS Blakely (FF-1072) (1970–1991)
  - USS Robert E. Peary (FF-1073) (1972–1992)
  - USS Harold E. Holt (FF-1074) (1971–1992)
  - USS Trippe (FF-1075) (1970–1992)
  - USS Fanning (FF-1076) (1971–1993)
  - USS Ouellet (FF-1077) (1970–1993)
  - USS Joseph Hewes (FF-1078) (1971–1994)
  - USS Bowen (FF-1079) (1971–1994)
  - USS Paul (FF-1080) (1971–1992)
  - USS Aylwin (FF-1081) (1971–1992)
  - USS Elmer Montgomery (FF-1082) (1971–1993)
  - USS Cook (FF-1083) (1971–1992)
  - USS McCandless (FF-1084) (1972–1994)
  - USS Donald B. Beary (FF-1085) (1972–1994)
  - USS Brewton (FF-1086) (1972–1992)
  - USS Kirk (F-1087) (1972–1993)
  - USS Barbey (FF-1088) (1972–1992)
  - USS Jesse L. Brown (FF-1089) (1973–1994)
  - USS Ainsworth (FF-1090) (1973–1994)
  - USS Miller (FF-1091) (1973–1991)
  - USS Thomas C. Hart (FF-1092) (1973–1993)
  - USS Capodanno (FF-1093) (1973–1993)
  - USS Pharris (FF-1094) (1974–1992)
  - USS Truett (FF-1095) (1974–1994)
  - USS Valdez (FF-1096) (1974–1991)
  - USS Moinester (FF-1097) (1974–1994)